# 马太福音第11章
《马太福音》第11章是《新约圣经·马太福音》的第十一章，共30节。

## 内容
在马太福音11章，记载施洗约翰被囚禁在监牢里，派门徒带话给耶稣，“那要来者是你么？还是我们该期待别人？”，想要激动耶稣采取行动，救他出监。但是耶稣并没有按照约翰的愿望为他行动，却鼓励他不要因此绊跌，继续走命定的道路，使他能够蒙福。 
施洗约翰的门徒走后，耶稣对群众称赞施洗约翰在旷野为基督作见证时，并不是一个软弱的人，如同被风吹动的芦苇或“王宫里穿细软衣服的人”。
并且见证，施洗约翰大过旧约时代的众先知，但是同时又说，“在天国里最小的比他还大”。圣经恢复本的注解说，人的大小在于他和基督的关系。在施洗约翰以前的众先知，只是预言基督要来，但施洗约翰见证基督已经来了。众先知期望基督，但约翰看见基督。因此，约翰比众先知都大。不过约翰没有复活的基督住在他里面，但是国度的子民却有基督住在他们里面。施洗约翰只能说，基督在这里，但是国度的子民却能说，“我活着就是基督。”。众先知和律法的旧约时代，已经结束于约翰的来到。  
在马太福音11章16～17节，记载耶稣感叹当时顽固的世代：听到恩典的福音并不喜乐（“吹笛不跳舞”），要求悔改也不因罪忧伤（“哀歌不捶胸”）。 约翰来领人为罪忧伤悔改，没有胃口吃喝；反对的人就说，他有鬼附着。而基督来，和税吏、罪人同吃同喝，又被人攻击为“贪食好酒”。耶稣责备3个他曾行过异能却没有悔改的城：哥拉汛、伯赛大和迦百农，称在审判的日子，将受到比推罗、西顿、和所多玛更严厉的惩罚。 
在马太福音11章28～30节，耶稣呼召劳苦担重担的人到他那里去得安息，随后又启示，得到安息的路就是效法他的柔和谦卑：面对一切的敌对不加抵抗，面对一切的弃绝不为自己作什么，也不盼望为自己得什么，只以父的旨意为满足，如此，无论环境如何，心里都会有安息。这样的轭是容易的，不是痛苦的；这样的担子是轻省的，不是沉重的。

## 解经学研究

### 关于施洗约翰与耶稣
一些圣经学者认为，马太福音11章3节中记载的事件，表明约翰在本人身系囹圄的情形下，又听说犹太人拒绝耶稣的消息，导致信心动摇。但是也有学者对此有完全不同的解释，认为此处施洗约翰的话，并不表示他对基督有所怀疑，而是本来他期望耶稣能够拯救他出狱，但是听说耶稣在外对无关的人行了众多的神迹，例如瞎子看见，瘸子行走，患痲疯的得洁净，聋子听见，死人复活等等，却不为他作任何事，他不再忍耐，于是打发门徒以问题来激动耶稣：“那要来者是你吗？还是我们该期待别人？”。耶稣的回答表明他希望约翰不要因未照他的期望为他采取行动而绊跌。

### 关于神迹的寓意解经
有些圣经学者对5节所提到的各种神迹进行寓意解经，认为瘸子象征不能行走神的道路者，他们恢复行走的能力，象征信徒可以凭获得的新生命行走；痲疯象征背叛，他们蒙洁净象征从背叛中蒙拯救，成为顺从基督的神国子民；聋子象征不能听见神的人，他们恢复听力象征信徒能够听见耶稣的声音；死人象征死在罪中、不能接触神的人，复活象征得到重生的信徒可以凭他们的灵与神交通；穷人象征没有基督、没有神的人，他们接受福音，就可以在基督里成为富足。 
多数圣经学者都指出，马太福音11章5节中所提到的神迹，应验了以赛亚书61章1节的预言。